# ليبور بيميك
ليبور بيميك مواليد 3 أغسطس 1963 في موست، تشيكوسلوفاكيا، هو لاعب كرة مضرب بلجيكي سابق بدأ مسيرته كمحترف سنة 1982 وكان يلعب باليد اليمنى، اعتزل اللعب في 1999. أعلى تصنيف له في الفردي كان المركز الـ 21 في سنة 1985. أعلى تصنيف له في الزوجي كان المركز الـ 15 في سنة 1996.

## روابط خارجية
- ليبور بيميك على موقع رابطة محترفي التنس (الإنجليزية)
- ليبور بيميك على موقع الاتحاد الدولي لكرة المضرب (الإنجليزية)
- ليبور بيميك على موقع كأس ديفيز (الإنجليزية)
- ليبور بيميك على موقع خلاصة التنس.كوم (الإنجليزية)